# Edifício Santana
Fachada vista a partir da esquina das ruas Barão de Jaguara e César Bierrenbach
Edifício Santana é um edifício situado no Centro da cidade de Campinas, notabilizado por ser o primeiro arranha-céu construído na cidade, um dos dois primeiros do interior do estado de São Paulo, juntamente com o Edifício Diederichsen em Ribeirão Preto, simbolizando o início do processo de verticalização no município.

## História
Ainda no ano de 1929 o terreno no qual viria a ser construído o Edifício Santana fora objeto de estudo para um projeto do escritório de Hoche Néger Segurado para a família Souza Queiroz, proprietária original do terreno, que não foi erguido. Em 1934 foi elaborado um novo Código de Construções para Campinas, que viria a mudar a dinâmica das construções na região central, abrindo condições para a futura verticalização da cidade nas décadas seguintes. Em 1935 houve a demolição das construções existentes nos números 1132 e 1138 da Rua Barão de Jaguara, sendo que um deles permaneceu abandonado desde um incêndio ocorrido no local em 1921. O alvará de construção foi expedido em 12 de setembro de 1935.
Em 1975, o empresário Aldo Pessagno promoveu uma reforma no prédio e transformou-o em hotel, atividade hoje exercida nos pavimentos superiores do edifício.

## Características
Situado na esquina das ruas Barão de Jaguara e César Bierrenbach, o Edifício Santana possui seis andares e um elevador. Sua configuração original previa uso totalmente comercial, com sete lojas no térreo, 18 salas comerciais na sobreloja e seis salas por andar do segundo ao sexto andares. A estrutura do edifício é de concreto armado. As janelas usadas no projeto são do tipo "Copacabana": persianas de enrolar e basculantes, um tipo de caixilho comumente usado na linguagem arquitetônica do Art déco. As sacadas são semiembutidas, geométricas e curvas e o eixo de simetria valoriza a esquina, na qual está situada parte verticalizada do edifício.

## Conclusão
O habite-se do Prédio Santana foi lavrado em 7 de julho de 1936. Inicialmente projetado como edifício de escritórios, o Santana hoje possui ocupação mista: hotel e comércio.

## Tombamento
O Edifício Santana foi tombado em 2011 pelo Condepacc (Conselho de Defesa do Patrimônio Arquitetônico e Cultural de Campinas), através do Processo 007/10, que fez o tombamento do Santana e de outras 14 construções verticais no estilo Art déco, todas elas situadas no Centro de Campinas.

## Galeria

(cerca de 1935)
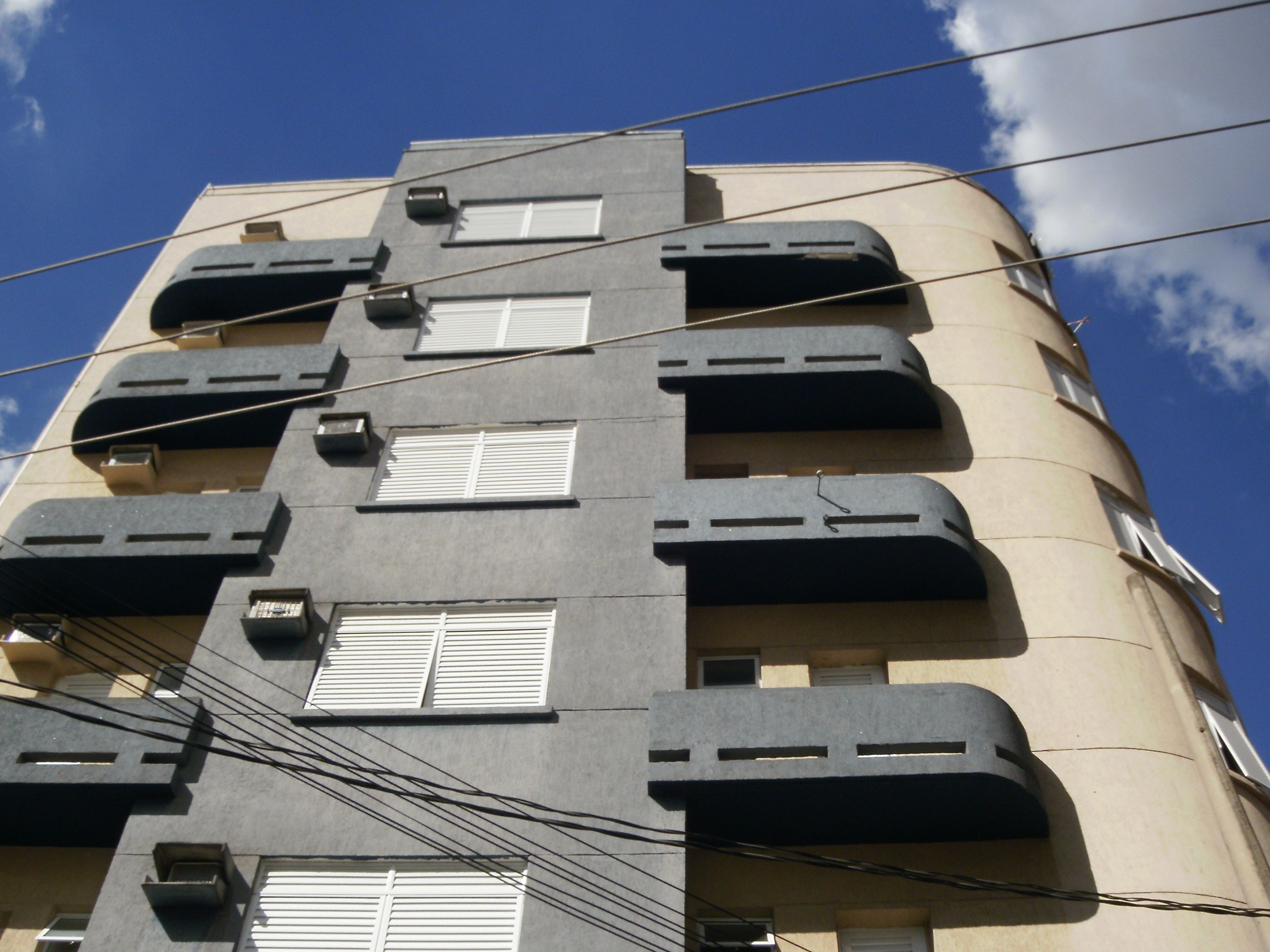
Fachada lateral, vista a partir da Rua Barão de Jaguara.
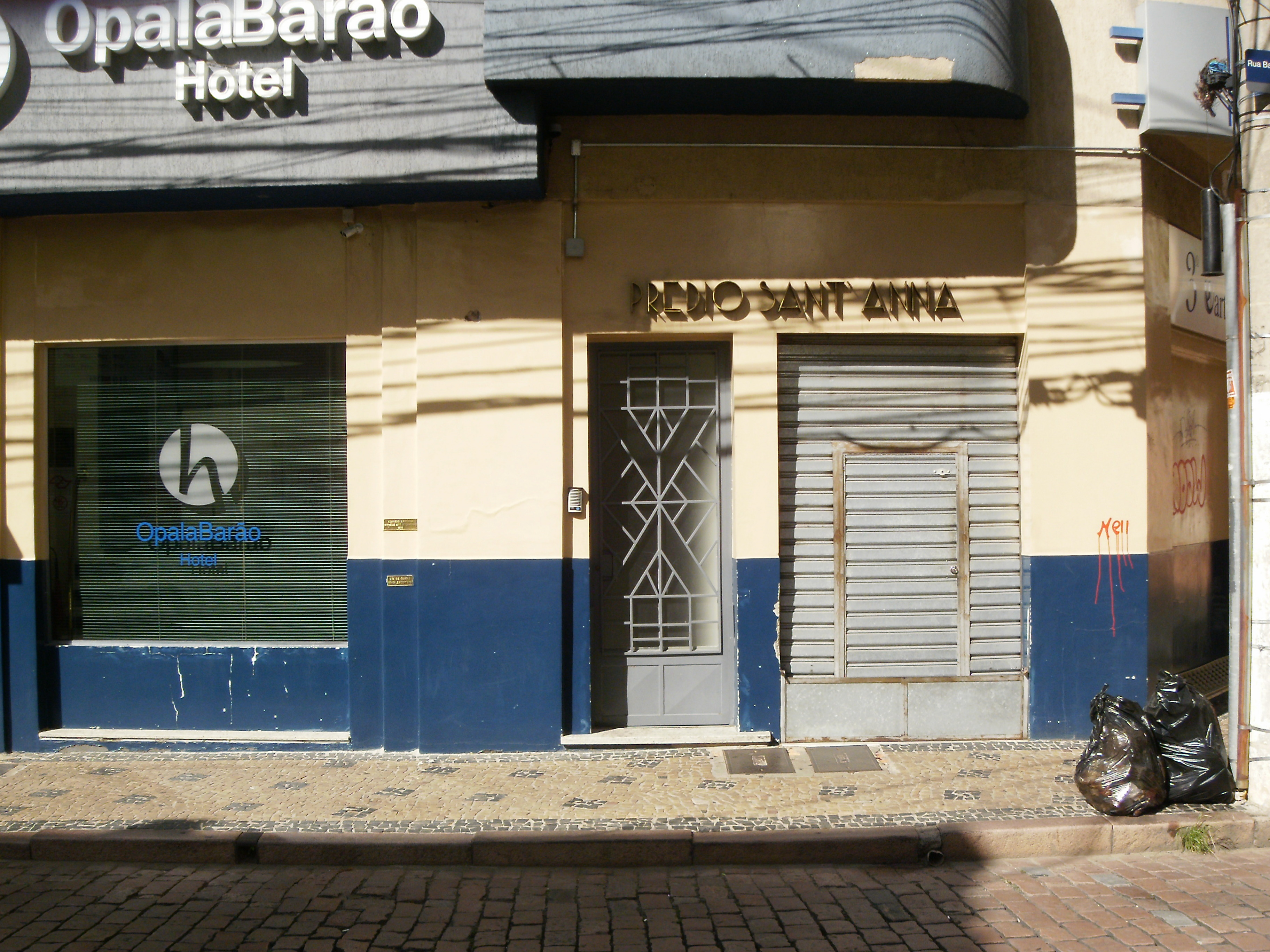
A antiga entrada do edifício localiza-se à direita da foto.
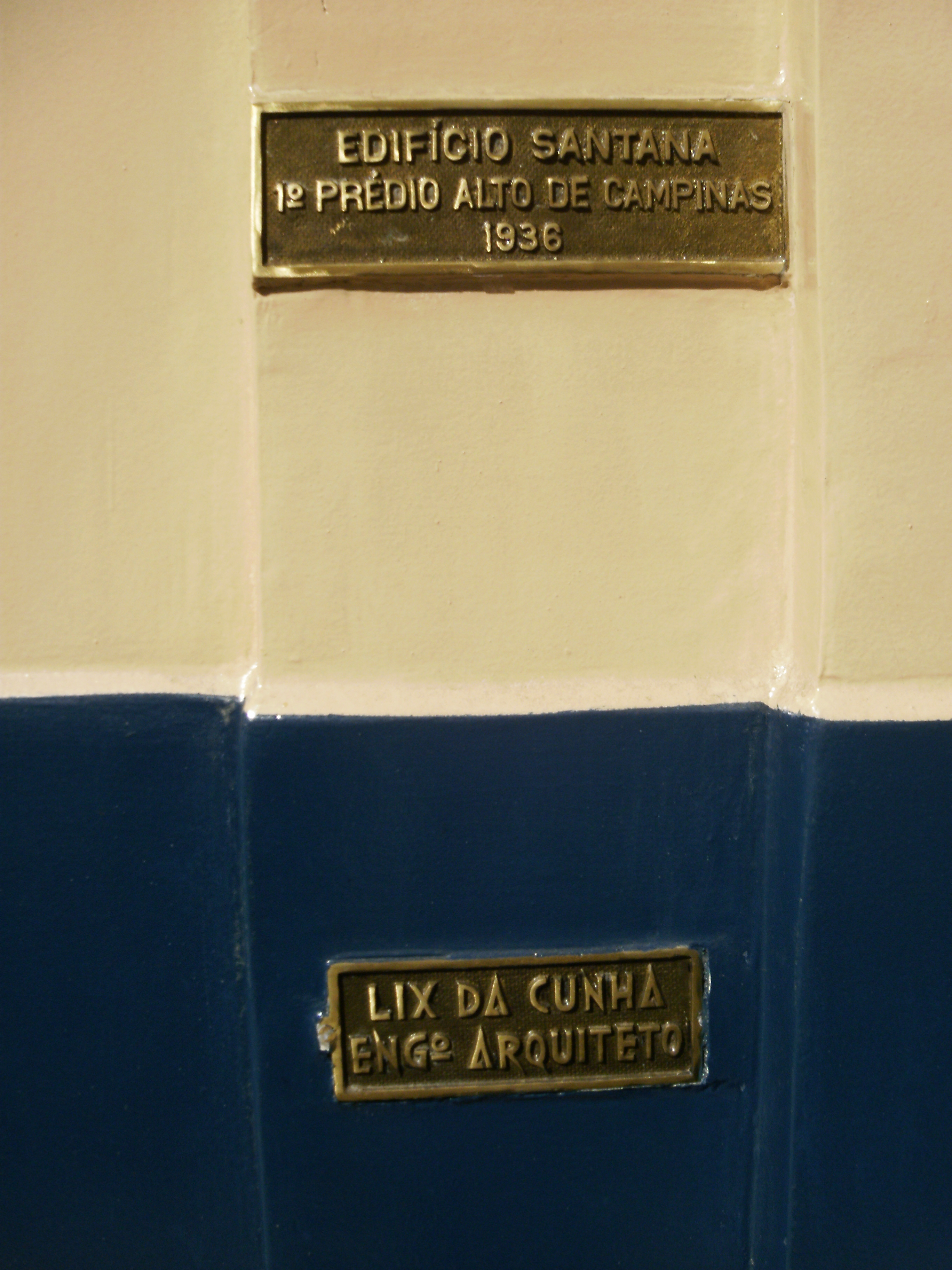
As plaquetas que atestam a data da conclusão (1936) e o engenheiro responsável (Lix da Cunha).
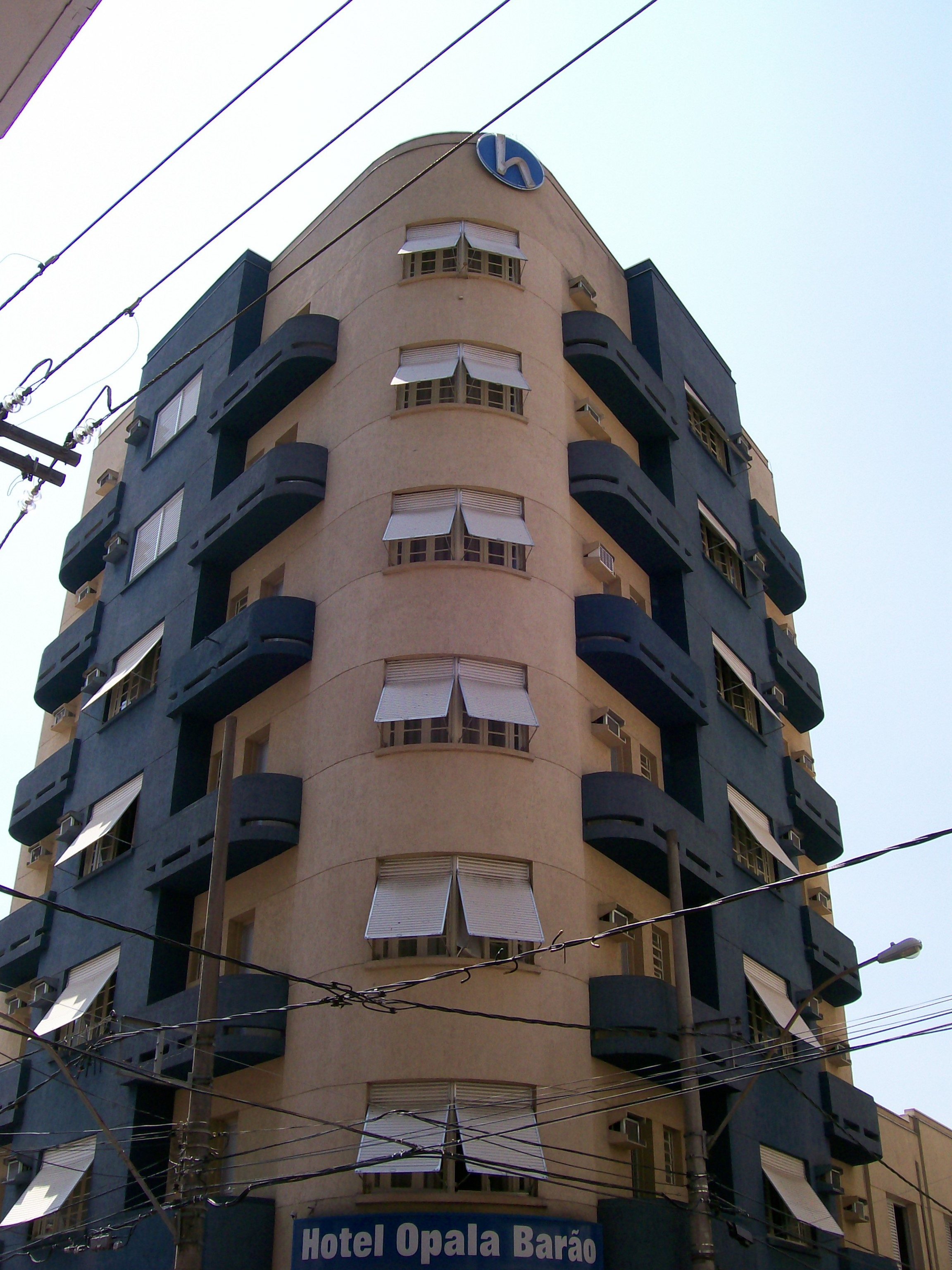
Outra vista da fachada a partir da esquina.